# Red Hot Kinda Love
«Red Hot Kinda Love» es una canción de la cantante de pop estadounidense Christina Aguilera de su quinto álbum de estudio, Lotus (2012). La canción fue escrita por Aguilera, Lucas Secon y Waithe Olivia, con la producción realizada por Secon. Es una canción multi-género, que combina dance, música disco, hip hop, pop y poca influencia de música latina. La canción contiene elementos de canciones dos canciones «The Whole Wide World Ain't Nothin' But a Party» interpretada por Marcos Radice y «54-46 That's My Number» interpretado por Toots & the Maytals. Líricamente, la canción habla de los intentos de Aguilera para impresionar al hombre que está coqueteando con ella y no va a volver a casa sin él. 
La pista fue recibido positivamente por los críticos, la mayoría de los cuales elogiaron la producción divertido y juguetón. Ha recibido comparaciones con canciones interpretadas por Britney Spears y Kylie Minogue. «Red Hot Kinda Love», a pesar de no haber sido lanzada como sencillo ni tener promoción alguna, tras el lanzamiento del álbum Lotus la canción debutó en el número 5 en la lista de popularidad Gaon Chart de Corea del Sur, vendiendo 20 433 copias en la primera semana, y se mantuvo en la tabla durante cuatro semanas. Tan solo en Corea del Sur ha vendido más de 56 000 copias digitales.
La canción se colocó en la posición número 73 en PopCrush en la lista "100 mejores canciones del 2012", que lo describieron como un "bocado perfectamente efervescente pop de algodón de azúcar".

## Antecedentes
Después de su cuarto álbum de estudio Bionic (2010), Aguilera se divorció de su esposo Jordan Bratman, protagonizó su primer largometraje titulado Burlesque y grabó la banda sonora de la misma, se convirtió en entrenador en The Voice y colaboró con Maroon 5 en la canción «Moves like Jagger» (2011) que pasó cuatro semanas en el número 1 en los Estados Unidos de la lista Billboard Hot 100 y vendió 5,9 millones de copias, según Nielsen SoundScan. Después de estos hechos, anunció planes para grabar un nuevo álbum, declarando que la calidad es más importante que la cantidad y que ella quería encontrar "personales" canciones. La canción de «Red Hot Kinda Love» fue descubierta a la luz cuando se lanzó hasta entonces el álbum Lotus.

## Estructura

### Producción y contenido lírico
«Red Hot Kinda Love» fue escrita por la misma Christina Aguilera, Lucas Secon y Waithe Olivia; Secon fue el productor. Además de su papel como productor, Secon fue el programador y arreglista. También grabó la canción con Pete Hofmann. la voz de Aguilera fueron grabados por Oscar Ramírez, y editado por Hofmann. Aguilera y Waithe, acreditado con su nombre profesional Franc Livvi, siempre y coros de «Red Hot Kinda Love». La pista contiene dos ejemplos: «The Whole Wide World Ain't Nothin' But a Party», interpretada por Marcos Radice y «54-46 That's My Number», interpretado por Toots & the Maytals.

## Recepción

### Crítica
«Red Hot Kinda Love» obtuvo críticas muy positivas de la mayoría de los críticos de música. Stephen Thomas Erlewine de Allmusic, escribió que es "frívolo" y "delirante". Chris Younie para 4Music escribió que Aguilera es "el aumento gradual de la novela y de la energía sexual" en «Red Hot Kinda Love», que el oyente necesita tomar una ducha fría, el también escribió que "el oyente debe esperar a escuchar muchas "oooh", "aah" y "la la" en su habitual Mariah Carey". Sam Hine para Popjustice describió la canción como "una explosión de bienvenida de pop optimista tras el comienzo más bien grave para el álbum. Hay un montón de buenas "oooh" "lalala" que caben todos juntos y hacer una para una agradable escuchada". Andrew Hampp para Billboard lo describió como la "canción destacado en Lotus", y "en su canción más relajado y juguetón", también señaló que la producción de Secon es necesario "prioridad" en la canción. Annie Zaleski para The AV Club que llamó una "dancehall con tintes de mermelada de partido vibrante". Mientras que Sarah Rodman de The Boston Globe la llamó un "chiflado". Robert Copsey para Digital Spy describió la canción como "sin preocupaciones" y "un descarado poco". Sarah Godfrey para The Washington Post elogió Aguilera por sonar más como ella en el "frenético" sencillo. Jim Farber de Daily News escribió que «Red Hot Kinda Love» contiene "un truco imperdible de un coro". Él también escribió que los " son hits de Aguilera en los clubes con venganza caliente".
Caomhan Keane para Entertainment.ie describe «Red Hot Kinda Love», como Lotus, escribiendo que la canción revistes las melodías saltarinas de «I Hate Boys» y «My Girls» de su álbum Bionic. Glenn Gamboa para Newsday simplemente escribió que la canción es "divertido", mientras que Melinda Newman para HitFix describe «Red Hot Kinda Love» que tiene una "exuberante" y "juguetón ambiente". Mike Wass para Idolator elogió Aguilera para divertirte en la canción y no dejarla "Estoy de vuelta, perras! agenda" asumiendo el control. Wass continuó escribiendo que «Red Hot Kinda Love» es respuesta a su álbum Back to Basics (2006) con la pista «Ain't No Other Man». Sin embargo, Mesfin Fekadu para The Huffington Post criticó «Red Hot Love Kinda», junto con «Around the World» y «Make The World Move» (ambas canciones del mismo álbum Lotus), al sentir que Aguilera no pudo capturar la "diversión" que se supone que representan. La canción se colocó en la posición número 73 en PopCrush en la lista "100 mejores canciones del 2012", que lo describieron como un "bocado perfectamente efervescente pop de algodón de azúcar".

### Comercial
La canción, a pesar de no haber sido lanzada como sencillo ni tener promoción alguna, tras el lanzamiento del álbum Lotus se estrenó «Red Hot Kinda Love» en la lista de popularidad en el número 5 de Corea del Sur llamada Gaon Chart en la semana del 11 a 17 de noviembre de 2012, debido a las ventas de descargas digitales de 20 433. A la semana siguiente se cayó al número 9, con unas ventas de 15 525. En su tercera semana, la canción vendió 10 467 copias alcanzando el número 21, y vendido 6 062 copias en su cuarta semana la caída de veinte lugares al número 41. «Red Hot Kinda Love» vendió 3 436 copias en su quinta semana, cayendo al número 93. En total la canción llegó a vender más de 56 000 copias en Corea del Sur.

## Formatos
Digitales
| Descarga |                      |          |  |
| N.º      | Título               | Duración |  |
| 1.       | «Red Hot Kinda Love» | 4:14     |  |

## Listas de popularidad 2012
| País          | Lista      | Posición más alta |
| ------------- | ---------- | ----------------- |
| Corea del Sur | Gaon Chart | 5                 |

## Créditos y Personal
Grabación
- Grabado en los estudios Music Mux, Londres.
- Voz grabada en The Red Lip's Room, Beverly Hills, CA.

Muestra
- Contiene ejemplos de "The Whole Wide World Ain't Nothin' But a Party", interpretada por Mark *Radice, cortesía de Capitol Records.
- Contiene muestras de "54-46 That's My Number", interpretado por Toots & the Maytals, cortesía de Universal Music Enterprises.

Personal
- Escritores - Christina Aguilera, Lucas Secon, Olivia Waithe
- Producción - Lucas Secon
- Programación - Lucas Secon
- Organizar - Lucas Secon
- Grabación - Lucas Secon, Pete Hofmann
- Vocal de grabación - Oscar Ramírez
- Vocal edición - Pete Hofmann
- Voces de fondo - Christina Aguilera, Livvi Franco

Créditos adaptación de las notas se tomaron de Lotus, RCA Records .